# Veronica Fontana
Pour les articles homonymes, voir Fontana.

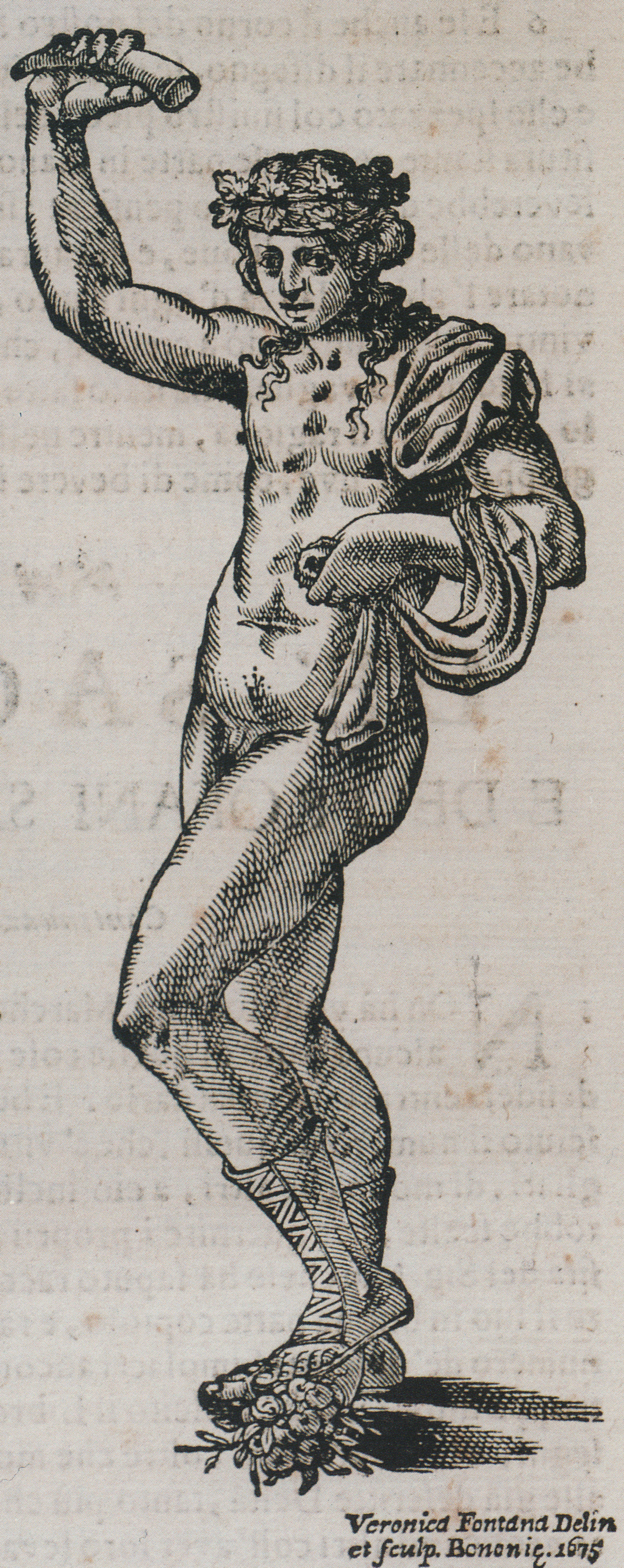
Bacchante par Veronica Fontana. Dans Lorenzo Legati, Museo Cospiano, annesso a quello del famoso Ulisse Aldrovandi, Bologne, 1677.

Veronica Fontana, née en 1651 à Parme et morte en 1690 à Bologne, est une artiste italienne. Elle se consacra en particulier à la gravure, à la xylographie et à la décoration de livres.

## Biographie
Veronica Fontana naît à Parme mais vit à Bologne. Élève de son père, le graveur Domenico Maria Fontana, dont elle apprend notamment les techniques de la sculpture sur bois, elle fréquente ensuite l'école bolonaise d'art pour femmes, dirigée par Elisabetta Sirani, où elle apprend le dessin et la peinture.
Elle se consacre à la gravure de figures sur cuivre ou sur bois, en se spécialisant dans la xylographie, et en particulier à la décoration des publications de l'époque, réalisant de nombreux frontispices et illustrations de textes scientifiques et religieux. Artiste totalement autonome, elle prend la relève du graveur Giovanni Francesco Cassioni, exécutant des œuvres complètes, c'est-à-dire à la fois la gravure proprement dite et l'ébauche du dessin (c'est-à-dire la ligne à suivre pour graver).
Très estimée, elle a pour élèves Giulio Cesare Venenti et le comte Berò.
Elle est également représentée dans de nombreuses œuvres de l'artiste bolonais Giuseppe Maria Moretti (Bologne, 1659-1746), qui est amoureux d'elle  : son père refuse qu'elle se marie, prétextant qu'il veut retourner avec elle à Parme.
Veronica meurt de la tuberculose à Bologne.